# Paul Maas (Botaniker)

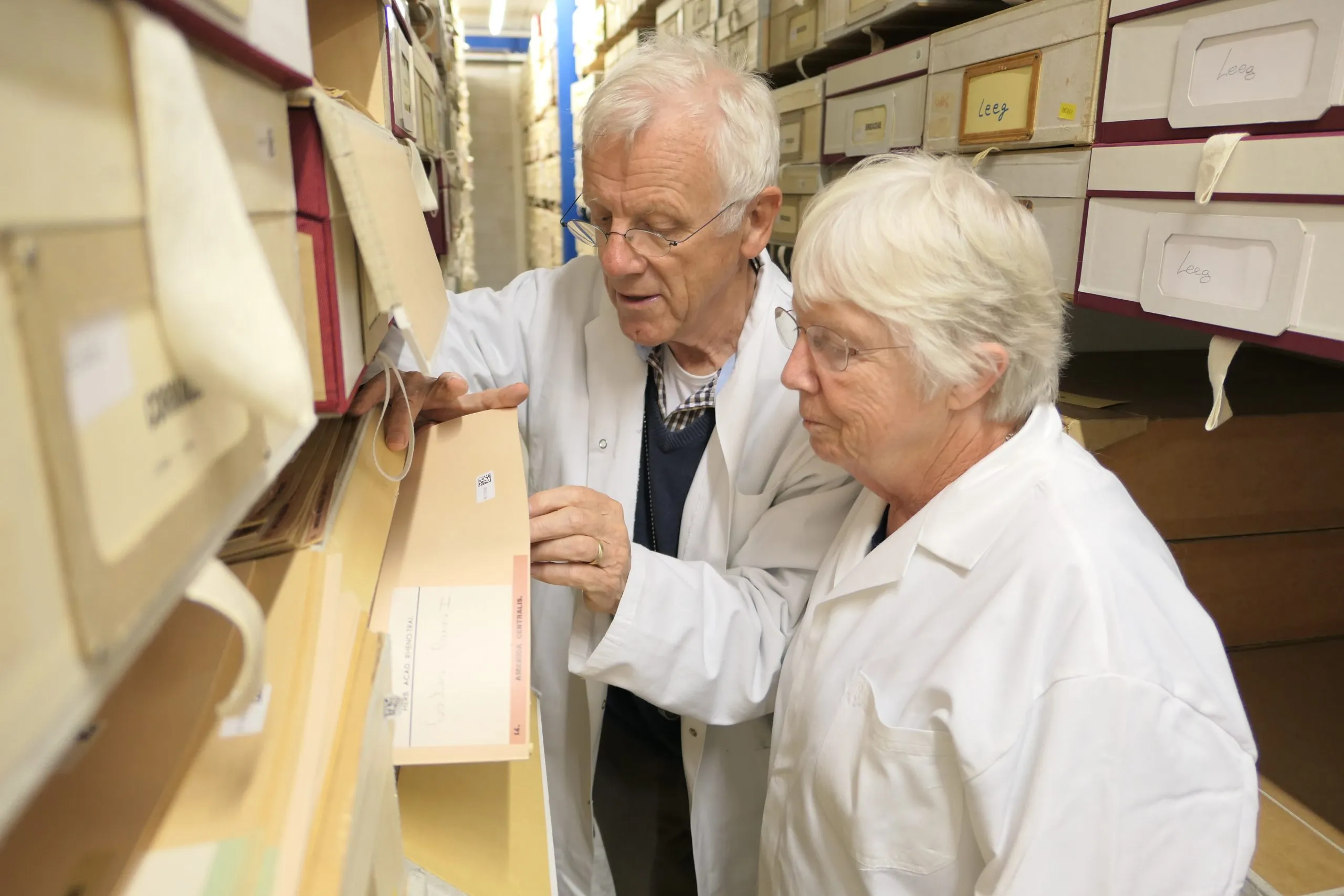
Paul und Hiltje Maas (2017)

Paul Maas (* 27. Februar 1939 in Arnhem), eigentlich Paulus Johannes Maria Maas, ist ein niederländischer Botaniker. Seine Forschungsschwerpunkte sind mykoheterotrophe Pflanzen, Ingwergewächse sowie Annonengewächse. Sein offizielles botanisches Autorenkürzel lautet „Maas“.

## Leben
Maas wollte ursprünglich Chemie studieren, studierte dann aber von 1957 bis 1964 Biologie an der Universität Utrecht. Anschließend unternahm er bis 1986 umfangreiche Forschungsreisen durch die Neotropis. 1973 wurde ihm für seine „Revision of the New World Costoideae“ der Doktortitel verliehen. Maas war seit 1965 am Institut für Systematische Botanik in Utrecht angestellt, seit 1974 war er dort Kurator für Blütenpflanzen des heutigen Nationaal Herbarium Nederland.
Maas arbeitete häufig eng mit seiner Ehefrau Hiltje Maas-van de Kamer zusammen, seit 1982 vorübergehend auch mit Traudel Rübsamen. Für die Flora Neotropica verfasste er von 1972 bis 1986 fünf Bände über Ingwergewächse, Burmanniaceae, Triuridaceae und Gentianaceae, ebenso verfasste er Bände für viele weitere Floren.
Maas hat über 10.000 Pflanzen gesammelt und mehr als 250 neue Taxa beschrieben.

## Werke (Auswahl)
- Flora Neotropica 40 – Triuridaceae, 1986 (mit Traudel Rübsamen)
- Flora Neotropica 41 – Voyria and Voyriella (Gentianaceae), 1986 (mit P. Ruyters)
- Flora Neotropica 42 – Burmanniaceae, 1986 (mit H. Maas-van de Kamer, J. van Benthem, H.C.M. Snelders und T. Rübsamen)
- Flora Neotropica 61 – Haemodoraceae, 1993 (mit H. Maas-van de Kamer)
- Flora of the Guianas. Series A: Phanerogams: Fasc. 6: Burmanniaceae, 1986 (mit H. Maas-van de Kamer)
- Flora de Colombia 6 – Triuridaceae, 1988
- Flora de Colombia 7 – Burmanniaceae, 1988 (mit H. Maas-van de Kamer)
- Neotropical Plant Families, 1998 (mit Lubbert Y. Th. Westra)